# Cacá Carvalho
Carlos Augusto Carvalho Pereira, conocido como Cacá Carvalho, (Belén, 24 de abril de 1953) es un actor brasileño.

## Trayectoria
Hizo el papel de Jamanta (Ariovaldo de Silva) en la telenovela Torre de Babel, en 1998, personaje que apareció nuevamente en Belíssima, en 2005. En el teatro, durante 21 años participó en importantes monólogos basados en la obra del escritor italiano Luigi Pirandello, premio Nobel de Literatura.
En 2007 montó la obra O homem provisório, en la que contó con actrices como Laila Garin. En 2015, actuó en la pieza "El éxito a cualquier precio" y preparó la obra "2 x 2 = 5 - O Homem do Subsolo", sobre texto de Fiódor Dostoievski.

## Carrera

### Televisión
- 2007 - O Cego e o Louco - Nestor
- 2007 - Mandrake .... Severino
- 2007 - A Pedra do Reino .... juiz corregedor
- 2005 - Belíssima .... Jamanta (Ariovaldo da Silva)
- 2000 - A Muralha .... Frei Carmelo
- 1998 - Torre de Babel .... Jamanta (Ariovaldo da Silva)
- 1993 - Renascer - Venâncio

### Cine
- 1999 - Outras Estórias
- 1998 - Lendas Amazônicas
- 1987 - Exu-Piá, Coração de Macunaíma
- 1985 - Jogo Duro

### Teatro

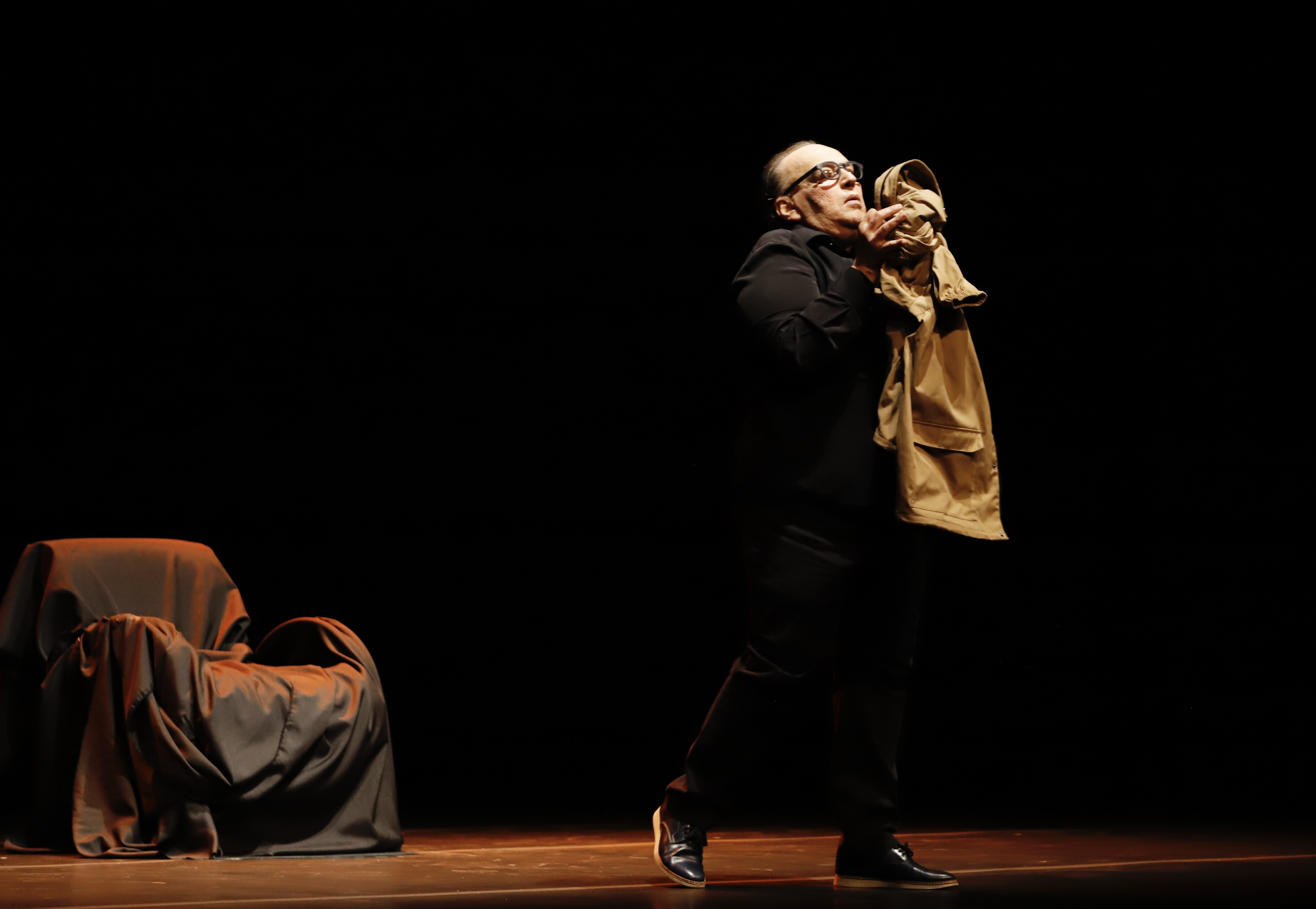
Carvalho en escena durante el espectáculo O Sopro, de Luigi Pirandello (2023)

- 1994 - O Homem com Flor na Boca, de Luigi Pirandello
- 1999 - Partido, de Italo Calvino, con el Grupo Galpão,
- 2003 - A Poltrona Escura, de Luigi Pirandello
- 2007 - O Homem Provisório, inspirado na obra de Guimarães Rosa
- 2015 - 2 x 2 = 5 O Homem do Subsolo, de Fiódor Dostoievski